# 岡宏
岡 宏（おか ひろし、1941年10月1日 - 2024年11月8日）は、日本のバンドマスター、指揮者、作曲家、テナーサックス奏者、芸能プロダクション社長。本名:金好植（キム・ホシク）。元妻は歌手のキム・ヨンジャ。NHK教育テレビ『テレビでハングル講座 』の音楽を監修・担当した。

## 経歴
日本大学芸術学部に在籍中、日本大学ソサエティ楽団にアルトサックス奏者として入団。文化放送大学対抗バンド合戦において「マ・カレナ」のソロで優勝。在学中ビクターオーケストラの専属となり、卒業後プロの道に入る。その後テナーサックスのソロプレイヤーとなる。
1974年にクリアトーンズ・オーケストラを結成し、その指揮者として活動。
1981年、韓国の人気歌手であったキム・ヨンジャと結婚。後に事務所社長としてキム・ヨンジャの日本再デビューを成功させる。
2001年、在日韓国人文化芸術協会会長に就任。4月、キム・ヨンジャと共に北朝鮮を訪問、公演を行う。
2012年、キム・ヨンジャと離婚。
2024年11月8日午前1時58分、脳梗塞のため入院先の東京都内の病院で死去。83歳没。

## エピソード
- 書きとめた譜面は8万曲にも上る[1]。
- 北朝鮮訪問時、金正日総書記から『いつどこで演奏してもいい』と歓待を受ける。

## 受賞・表彰
- 韓国政府より、文化功労賞（韓日文化交流の貢献に対して）
- 日本国政府より、法務大臣表彰（2000年）20数年にわたる刑務所慰問活動を通した矯正教育への多大な理解と貢献に対して
- ブラジルサンパウロ州議会より、アンシェッタ賞
- メキシコ日本人会より、友好賞
- 東京上野不忍池水上音楽堂での納涼演歌祭30年連続出演で上野観光協会より表彰（2013年）
- 日本作曲家協会と日本著作家連合より功労賞（2016年）
- 日本作曲家協会より社会福祉委員会委員を委嘱（2017年）

## クリアトーンズ・オーケストラとして
クリアトーンズ・オーケストラは、1974年にフル編成の楽団として岡が結成したバンドである。（前身となるバンドは、1963年からコンボ編成の楽団として活動していた）テレビ・ラジオなどへの出演、各レコード会社の録音、歌手との共演などを行っている。長い間、偶数年に日本、奇数年に海外で定期にコンサートを開いていた。2003年より5年ごとにクリアトーンズ・オーケストラ記念コンサートを開催。2013年7月にはクリアトーンズ・オーケストラ40周年記念コンサートを開催（中野サンプラザ）。
主な日本国外公演には以下がある。
- 1986年 - 中国公演（中国政府の招聘による）
- 1986年 - 韓国公演（ソウル木浦共生園でのチャリティーコンサート）
- 1987年 - アメリカ公演（アトランティックシティ）
- 1990年 - ソ連公演（サハリン残留日本人・韓国人に向けたコンサート）

なお岡の死後も、残されたメンバーは「岡宏とクリアトーンズ・オーケストラ」の名称を使い続ける方針で、岡の逝去直後に収録が行われた「第33回埼玉政財界人チャリティ歌謡祭」（テレビ埼玉）にも同名義で出演した。

## アルバム
- モーニン ／ビッグ・バンド・ジャズの真髄（1997年）
- 聖者の行進 ／ビッグ・バンド・ジャズの真髄II（1998年）
- SWING JAZZ FOR HAWAIAN SONGS（2005年）

## 連載
- バンマス岡 宏の「うしろ姿の おつきあい」月刊 歌の手帖（マガジンランド）2017年1月号まで